# Francesco Alidosi
Francesco Alidosi (Castel del Río, c. 1455 - Rávena, 24 de mayo de 1511), castellanizado como Francisco Alidosio o Alidosis y conocido popularmente como "el cardenal de Pavía",  fue un eclesiástico italiano, obispo de las diócesis de Mileto y Pavía, administrador de las de León y Bolonia, cardenal, legado de Julio II y destacado actor en las guerras italianas.

## Biografía

### Primeros años
Tercer hijo varón del matrimonio formado por los nobles italianos Giovanni Alidosi y Cipriana Franceschi, señores de Castel del Río (Emilia-Romaña); sus ascendientes habían gobernado Imola hasta que en el año 1424 habían sido expulsados por los Visconti, con Filippo Maria Visconti al frente. Estudió teología en la Universidad de Bolonia.
Por intermediación del señor de Imola Girolamo Riario entró en la corte del papa Sixto IV, quien le nombró scriptor apostolicus; de aquí pasó a secretario del cardenal Giuliano della Rovere, con quien durante los años siguientes mantendría una relación de amistad e interés común: fue éste quien movió sus influencias para que a la muerte del padre de Alidosi la señoría de Castel del Río no cayese en manos de la República de Florencia, y fue el secretario quien advirtió a della Rovere del intento de envenenamiento que Alejandro VI intentó contra él, convenciéndole para refugiarse en Francia.

### Ascenso eclesiástico a la sombra de Julio II

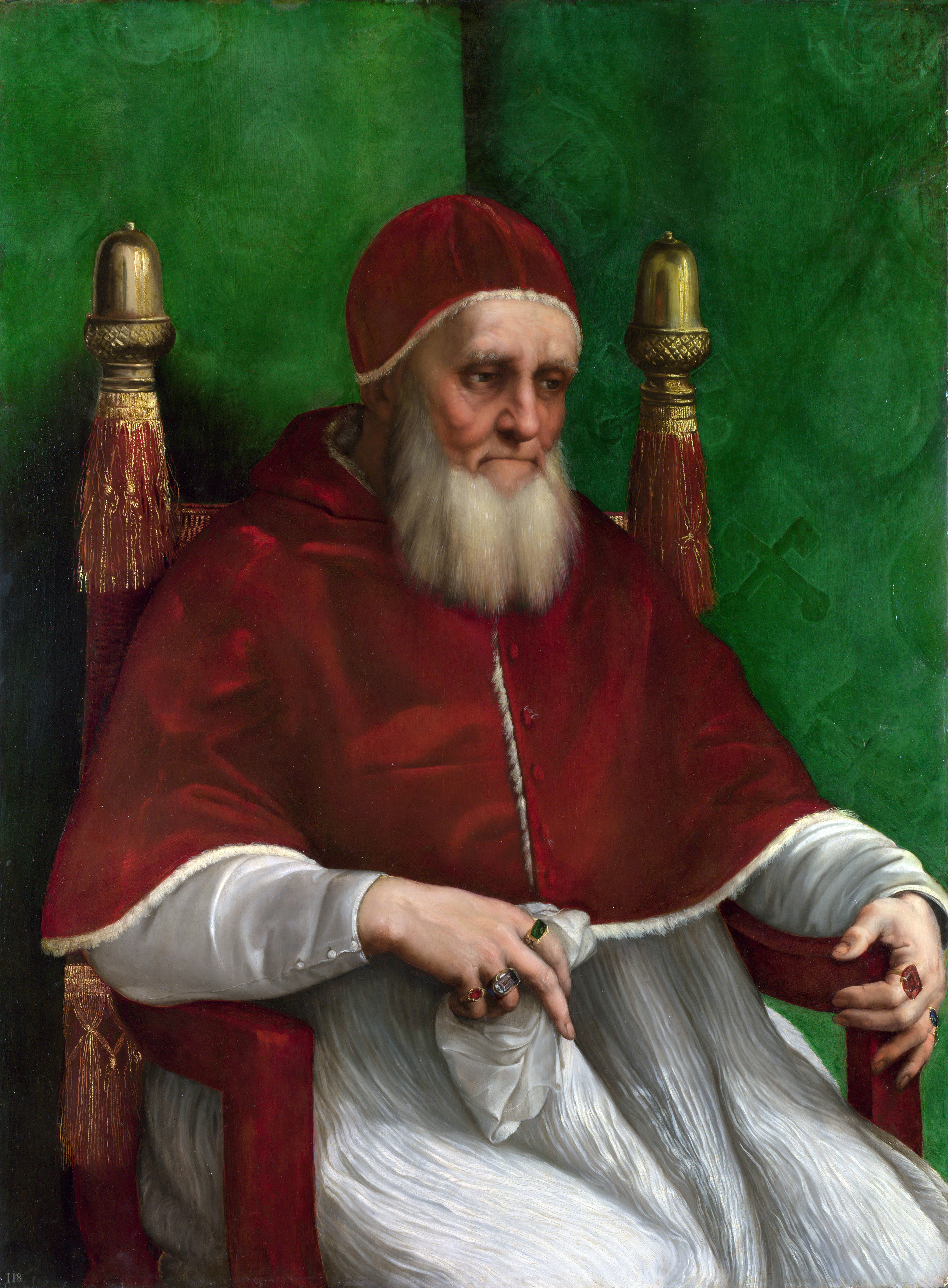
Julio II, protector de Alidosi.

Cuando en 1503 el cardenal Della Rovere ascendió a la silla pontificia con el nombre de Julio II, Alidosi comenzó a su sombra un rápido ascenso eclesiástico, siendo nombrado canciller privado del papa, tesorero general de la iglesia y abad comendatario de San Salvatore di Spungia. 
El mismo papa, asistido por los cardenales Antonio Pallavicino y Giovanni San Giorgio, le consagró obispo de Mileto en 1504, en la misma ceremonia en que fueron consagrados también Galeotto Franciotti della Rovere, Antonio Ferrero, y Gabriele de Gabrielli.
Al año siguiente fue trasladado a la diócesis de Pavía, que mantendría hasta su muerte, y en el consistorio del 1 de diciembre de 1505 el papa le hizo cardenal, ignorando la protesta unánime del Colegio cardenalicio; Alidosi recibió el título de los Santos Nereo y Aquileo, que al año siguiente cambió por el de Santa Cecilia. El cronista veneciano Girolamo Priuli lo mencionaba en sus diarios como «favorito y Ganimedes del papa». 
En los años siguientes ofició como legado apostólico en Viterbo y Patrimonio di San Pietro, y se le concedió la administración de la sede de León.

### Legado papal en Bolonia
En mayo de 1508 se le confirió la legación papal en Bolonia, en la confusa época en que empezaba la guerra de la Liga de Cambrai en la que se verían involucrados tanto los pequeños estados que formaban Italia como las grandes potencias europeas. Bolonia había pasado a pertenecer a los Estados Pontificios sólo dos años antes, después de que Julio II derrocara al signore Giovanni II Bentivoglio, y a su llegada a la ciudad, Alidosi reprimió duramente las intrigas de los Bentivoglio, que amenazaban con recuperarla. La ejecución de los senadores Sallustio Guidotti, Innocenzo Ringhieri, Alberto Castelli y Bartolomeo Magnani, y la imposición de fuertes tributos sosegó momentáneamente los ánimos, pero le hizo ganar la fama de crueldad y el rencor de los boloñeses. 
Las protestas de éstos ante la Santa Sede fueron inútiles, lo que sugiere que Alidosi se limitaba a seguir las instrucciones del papa.
La guerra contra la República de Venecia rompió en 1509, la batalla de Agnadello dio alas a los franceses, y la alianza que éstos habían firmado con los Estados Pontificios en la Liga de Cambrai del año anterior se transformó en enemistad. 
La dureza en el gobierno de Alidosi en Bolonia y sus supuestos tratos con los franceses para restaurar a su casa la señoría de Imola motivaron que el duque de Urbino Francesco Maria della Rovere, que dirigía el ejército papal en Bolonia y en teoría estaba a las órdenes del cardenal, lo hiciera arrestar en octubre de 1510. El papa no solo consideró infundadas las acusaciones contra Alidosi, sino que le otorgó el obispado de Bolonia, aunque le relevó del mando del ejército, en el que fue sustituido por el cardenal Marco Vigerio della Rovere. 
Cuando en mayo de 1511 las tropas de Gian Giacomo Trivulzio aparecieron ante la ciudad, los partidarios de Bentivoglio se rebelaron, abriéndoles las puertas. Alidosi huyó en dirección a Castel del Río; Bolonia se entregó a los Bentivoglio, que aliados con los de Trivulzio infligieron una fuerte derrota al duque de Urbino.

### Muerte

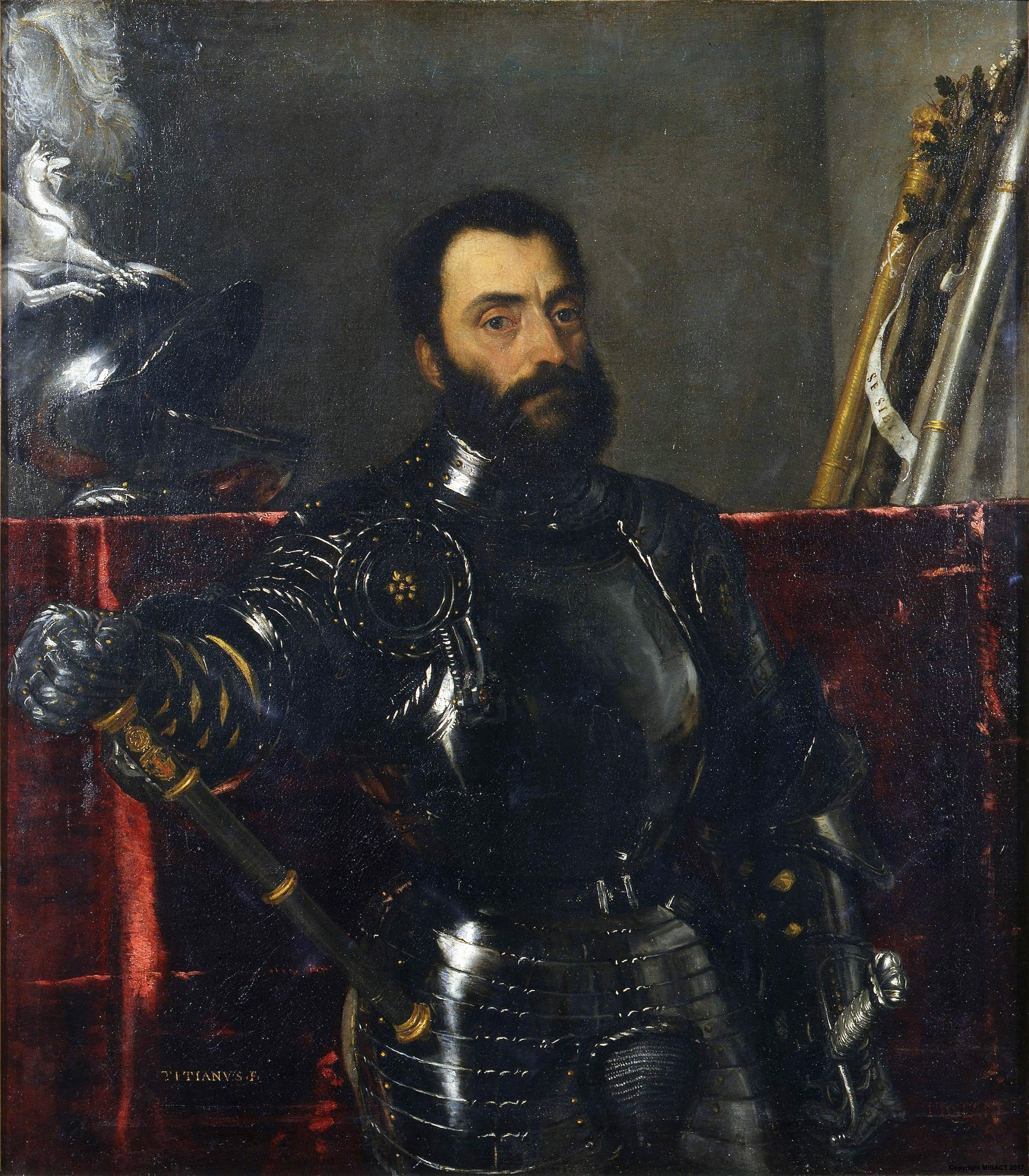
El duque de Urbino, su asesino.

Julio II había marchado desde Roma a Rávena, y allí fueron a visitarle, cada uno por su lado, Alidosi y Francesco Maria della Rovere. En la audiencia que el papa les dio ambos se acusaron mutuamente: Alidosi culpó de la pérdida de Bolonia al duque, y éste acusó al cardenal de incapaz y traidor; el papa dio crédito al que siempre había sido su favorito, Alidosi, en detrimento de su sobrino Della Rovere. 
Momentos después, cuando ambos se encontraron en la calle, el de Urbino salió al paso del cardenal y le apuñaló en la cabeza con su daga antes de que sus hombres lo remataran, ante la pasividad del séquito del cardenal.

«Tal vez digno por su dignidad de no ser violado, pero dignísimo por sus enormes e infinitos vicios del peor de los castigos».

La reacción del papa igualó el dolor por la muerte de Alidosi con el resentimiento con el duque, al que abrió un proceso formal, destituyéndole de todos sus cargos y honores; sin embargo su enojo no duró mucho, pues al cabo de cinco meses le absolvió de su crimen y le restituyó sus favores.
Alidosi fue enterrado solemnemente al pie del ambón de la catedral de Rávena, donde permaneció hasta que en 1745, con motivo de las obras de reforma de la catedral, su cráneo fue recuperado y entregado a los monjes benedictinos de S. Vitale, Posteriormente fue trasladado a la Biblioteca Classense, donde todavía se conserva. 
En el lugar donde fue asesinado se colocó en 1863 una placa conmemorativa del episodio.
| Predecesor: Giacomo Della Rovere     | Obispo de Mileto 1504 - 1505         | Sucesor: Sisto Franciotti Della Rovere   |
| Predecesor: Ascanio Sforza           | Obispo de Pavía 1505 - 1511          | Sucesor: Antonio Maria Ciocchi del Monte |
| Predecesor: Juan Vera                | Administrador de León 1508 - 1511    | Sucesor: Luis de Aragón                  |
| Predecesor: Giovanni Stefano Ferrero | Administrador de Bolonia 1510 - 1511 | Sucesor: Achille de Grassi               |